# Vejby (parochie, Hjørring)
Vejby is een parochie van de Deense Volkskerk in de Deense gemeente Hjørring. De parochie maakt deel uit van het bisdom Aalborg en telt 218 kerkleden op een bevolking van 246 (2004). Historisch hoorde de parochie tot de herred Børglum. In 1970 werd de parochie deel van de toen gevormde gemeente Løkken-Vrå. Deze ging in 2007 op in de vergrote gemeente Hjørring.
Bistrup · Børglum · Em · Hæstrup · Harritslev · Jelstrup · Løkken-Furreby · Lyngby · Mårup · Rakkeby · Rubjerg · Sankt Catharinæ · Sankt Hans · Sankt Olai · Sejlstrup · Skallerup · Tårs · Vejby · Vennebjerg · Vrå · Vrejlev · Vrensted